# Josef Krumpholc
Josef Krumpholc (19. října 1870 Hradčany u Prostějova – 3. března 1950 Holešov) byl moravský středoškolský profesor, historik, spisovatel, komeniolog a esperantista.

## Život

### Mládí a kariéra
Narodil se v obci Hradčany (Hradčany-Kobeřice), nedaleko Prostějova. Vystudoval c. k. učitelský ústav v Přerově, následně pak působil mj. ve Fryštáku, Bystřici pod Hostýnem, Hlinsku pod Hostýnem a od roku potom 1925 v Přerově. Zde se posléze stal ředitelem měšťanské školy. 
V letech 1919 až 1923 byl starostou Ústředního spolku učitelů moravských a slezských, redaktorem časopisu Rodina a škola při listu Nový Lid, spoluredaklorem kalendáře Palacký, přispěvatelem řady odborných časopisů a vlastivědných sborníků, správcem Muzea Komenského v Přerově a také autorem přednášek o J. A. Komenském. Vyučoval také v Evangelické mládežnické jednotě, v přerovském moravskobratrském kostele.

### Esperanto
Jakkoli se o myšlence jazyka esperanto jakožto univerzálního světového jazyka dozvěděl již dříve, prakticky se s ním seznámil na přelomu 19. a 20. století díky svému kolegovi na přerovské škole Theodoru Čejkovi. Idea jej zaujala, zároveň však prohlásil, že nemá čas se jazyk učit. Čejka následně povzbuzoval zahraniční esperantisty, aby Krumpholcovi čas od času posílali blahopřání. Následně jej pak požádal, aby zkorigoval pravopis v české části Čejkovy nové učebnice esperanta, skrze kterou se Krumpholc zároveň pasivně esperanto naučil. Honorář utržený za tuto vůbec první česko-esperantistickou jazykovou příručku pak Čejka a Krumpholz využili k cestě na esperantský kongres v anglické Cambridge, společně s esperantistou Josefem Grňou. Tímto způsobem byl Krumpholc vtažen do esperantistického hnutí a po další léta v něm zůstal činný. 
S Čejkou se pak podílel na další učebnic esperanta, přispíval do českého esperantského časopisu Bohema esperantisto a zúčastnil se celkem čtyř mezinárodních kongresů. 17. října 1935 Krumpholc inicioval dopis Červenému kříži s žádostí o pořádání kurzů esperanta pro vojáky.

### Úmrtí
Zemřel 3. března 1950 v Holešově ve věku 79 let. Pohřben byl na hřbitově v Bystřici pod Hostýnem.
Roku 1950 mu bylo uděleno čestné občanství města Holešova. Na měšťanské škole v Bystřici pod Hostýnem, kde pedagogicky působil, byla roku 1999 odhalena jeho pamětní deska.

## Dílo
- Jazyk všeslovanský a esperanto (1909).

### S Theodorem Čejkou
- Esperanto: neutrální mezinárodní jazyk: učebnice se slovníkem (1905)
- Úplná mluvnice a cvicebnice (1906)
- Esperanto: malá učebnice (1907)
- Kompletní učebnice esperanta (1908)

### Články
- Tvoření slov v esperantu (Bohema esperantisto, 1902-1903)
- Tvoření slov v esperantu s příponami (Bohema esperantisto, 1904)
- Myšlenka univerzálního jazyka J. A. Komenského (Bohema esperantisto, 1908-1909)
- Význam Esperanta pro Čechy a Slováky (Bohema esperantisto, 1909-1910)
- L. N. Tolstoj a esperanto (Bohema esperantisto, 1910-1911)

### Pedagogická díla
- Lindnerův ideál národního učitele (Lindnerův ideál národního učitele, 1912)
- Válka a štěstí národ dle J. A. Komenského' (1914)
- Druhý rok naší B.: z biografického deníku čsl. dítěte od narození do 8. roku (1923)
- K sedmdesátce apoštola učitele národů - PhDra a ThDra Jana Kvačaly, 1932
- Profesor dr. J. Kvačala jako pedagog (1934)
- Nové školy před 300 lety (J. A. Komenský r. 1635) (1935)
- Soudní okres bystřický' (kronika, 1940)
- Ze vzpomínek učitele Eduarda Stoklase (1946)
- J.A. Komenský o knihtisku a knihách (1948)
- Profesor Stanislav Souček a „Veškeré spisy J. A. Komenského“' (19??)
- Veškeré spisy Jana Amose Komenského, vydaného nákladem Ústředního spolku jednot učitelských na Moravě (1970)